# Stary Rynek w Płocku
Stary Rynek – plac na Starym Mieście w Płocku. Jest prostokątem o wymiarach 138×69 metrów. Przeważająca część zabudowy pochodzi z XVIII i XIX wieku.

## Historia
Układ przestrzenny Starego Miasta ukształtował się wraz z początkiem XIV w. i z niewielkimi zmianami dotrwał do czasów współczesnych. Zgodnie z tradycją pośrodku miasta znajdował się plac targowy i był to właśnie Stary Rynek. W południowo-wschodniej części placu stał gotycki ratusz w kształcie wieży, z piwnicą służącą za więzienie. Dookoła rozlokowane były jatki miejskie i kramy kupców. Od rynku biegły ulice do bram (rogatek miejskich): dobrzyńskiej, bielskiej i wyszogrodzkiej. Główna ulica Grodzka wiodła na zamek. Większość zabudowań była drewniana, co było przyczyną wielu pożarów wyniszczających miasto. Największe z nich w 1545 r. i 1616 r. spowodowały doszczętne zniszczenie większości domów. W 1877 roku targowisko zostało przeniesione na Nowy Rynek. Na placu urządzono park z alejkami, estradą i ozdobnymi pawilonami.
W 2000 r. zmodernizowany Stary Rynek ozdobiła fontanna Afrodyta. Istniejące obecnie kamienice pochodzą z końca XVIII i XIX wieku. Jedną z najstarszych jest barokowa kamieniczka z końca XVII w. (Stary Rynek 17).

## Najważniejsze budynki
- Stary Rynek 1 - klasycystyczny ratusz wzniesiony w latach 1824–27 według projektu Jakuba Kubickiego. Do 1816 w centralnym punkcie rynku znajdował się XV-wieczny gotycki ratusz.
- Stary Rynek 8 - dawny Hotel Berliński. Tu mieszkał słynny niemiecki pisarz Ernst Theodor Amadeus Hoffmann. Kamienica ta nazywana jest Domem Darmstadt na znak współpracy z tym niemieckim miastem.
- Stary Rynek 14-18 - kamienice wybudowane w początkach XX wieku według projektu Stefana Szyllera. W tym budynku 22 lutego 1931 pierwsze objawienie miała siostra Faustyna Kowalska. Znajduje się tu Sanktuarium Miłosierdzia Bożego oraz Muzeum św. Faustyny.
- Stary Rynek 27 - kamienica powstała w 1818, z uwagi na mieszczące się w niej redakcje kilku lokalnych gazet (m.in. Tygodnika Płockiego) nazywana jest Domem Prasy.

## Kinematografia
Na rynku kręcono m.in. sceny do następujących filmów i seriali:
- Dotknięcie nocy (1961) w reżyserii Stanisława Barei,
- Zielona miłość (1978) w reżyserii Stanisława Jędryki,
- Tata Kazika (1993) w reżyserii Jerzego Zalewskiego (dokument),
- Dublerzy (2006) w reżyserii Marcina Ziębińskiego,
- Fenomen (2010) w reżyserii Tadeusza Paradowicza,
- Miłość (2011) w reżyserii Michaela Hanekego[2].

## Inne obiekty
- fontanna Afrodyta
- zegar słoneczny z 1793 roku